# Mutevelija
Mutevelija (tur. mütevelli ← arap. mutäwällı) jeste zanimanje posebice u starome muslimanskom svijetu; njime se označava upravitelj nekretninama i pokretninama iz vakufa. U modernome svijetu, mutevelija vrši funkciju predsjednika odbora džemata džamije i zadužen je za njeno održavanje; bez njegove suglasnosti nitko nema pravo da vrši ikakve izvanredne radnje u džamiji ili radove na džamiji.